# Metriopelia
Metriopelia é um género de ave da família Columbidae.
Este género contém as seguintes espécies:
- Metriopelia aymara
- Metriopelia ceciliae
- Metriopelia melanoptera
- Metriopelia morenoi